# Chiesa di Santa Maria Immacolata (Belpasso)
La chiesa madre di Belpasso è dedicata a Maria Santissima Immacolata ed è situata nella piazza Duomo.
Realizzato nel 1700 su progetto dell'architetto Bellia, è dedicata all'Immacolata, anche se nella tradizione religiosa il culto più vivo è quello di Santa Lucia patrona della città, le cui reliquie e il simulacro sono conservati all'interno di una cappella dedicata alla Martire, chiamata “Cammaredda”, dentro una nicchia ricca di damasco rosso e di stucchi dorati. Viene velata dalla porta detta degli angeli e dalla porta in cui troviamo a rilievo formelle con la vita della santa ed il suo martirio. 
L'edificio religioso presenta la tipica facciata che si ritrova anche nelle altre chiese sei-settecentesche della zona, con un prospetto rettangolare diviso in tre campate da un ordine gigante di quattro paraste che sorreggono la trabeazione, il tutto ornato da un tipico campanile barocco, il quale ospita sette campane, tra cui il "Campanone di Santa Lucia" tra le campane più grandi d'Italia.
L'interno, realizzato con un impianto basilicale a tre navate scandito da archi su possenti pilastri, custodisce buona parte delle opere d'arte della precedente città.

## Descrizione
Proveniente dall'armadio vestibolare della Collegiata di Catania e donato alla chiesa di Fenicia Moncada è il dipinto seicentesco raffigurante il Cristo crocifisso. Tale dipinto, di buona fattura, raffigura il Cristo in croce con il capo reclinato verso destra, il piede sinistro accavallato sul destro ed il perizoma panneggiato ed annodato sul fianco. Di particolare bellezza è l'armonioso sviluppo della figura del Cristo, soprattutto nel profondo realismo del torace e nello approfondito studio dei muscoli delle braccia. 
Dalla cappella della Confraternita dei Flagellanti dell'Antica Malpasso proviene il grande Crocifisso ligneo, notevole opera del primo '600.
Un'altra tela di ottima fattura è la Pala d'altare con la Madonna del Rosario, della metà del XVII secolo, proveniente dalla Chiesa Matrice di Malpasso, raffigurante la Madonna assisa tra nuvole e incoronata da due angioletti. Il soggetto è rappresentato nell'atto di consegnare il rosario a San Domenico, mentre Gesù Bambino dona una corona a Santa Caterina da Siena; in basso un angelo regge un fascio di rose. La scena è completata da cherubini ed angeli oranti. 
È invece del 1868 la grande tela raffigurante l'Immacolata opera di Francesco Vaccaro, dipinto in cui la Vergine è ritratta in posizione stante, con le mani incrociate al petto, poggiante su una nuvola circondata da angioletti e irradiata da un fascio di luce proveniente dall'alto. Indossa un manto azzurro ed i piedi schiacciano un serpente arrotolato e una mezza luna crescente. Sul capo è presente una corona di 12 stelle. 
Tra i vari dipinti citiamo anche l'Incoronazione della Vergine del XVIII secolo, un delicatissimo Bambino Gesù della seconda metà del XVIII secolo, un dipinto raffigurante la Strage degli Innocenti della fine del XVIII secolo, la Conversione di San Paolo della prima metà del XIX secolo e una tela del primo '800 con le Anime Purganti, il Martirio di Santa Lucia (1944), opera di Giuseppe Barone - pittore nato a Militello in Val di Catania - il quale nel 1948 ha affrescato la volta.
La Chiesa Madre contiene pure alcune statue di un certo pregio: l'Immacolata Concezione tardo settecentesca, in legno intagliato e dipinto, in cui la Madonna, avvolta da un manto dorato, è ritratta secondo l'iconografia tradizionale che la vuole su una nuvola, con ai piedi una mezza luna e il San Mauro abate del primo '800, in cui il santo è raffigurato secondo l'iconografia tradizionale, in posizione stante, con la mano destra alzata in atto benedicente, mentre il pastorale e il libro sono tenuti nella mano sinistra. Indossa abiti vescovili ed il capo è coperto dalla mitra ornata da una croce. Fanno parte dell'arredo della chiesa un bel coro ligneo tardo settecentesco, in legno intarsiato, scolpito e verniciato, un pulpito ligneo del XIX secolo con baldacchino a tettoia e alcuni altari a blocco sette e ottocenteschi.

### Statua di Santa Lucia
Il simulacro di Santa Lucia risale probabilmente all'inizio del XVII secolo. 
Le reliquie della santa sono custodite in un reliquiario a braccio e in un reliquiario ad ostensorio; il secondo, ottocentesco, contiene reliquie della falangetta della mano arrivate a Malpasso nel 1657. I due reliquiari sono custoditi a loro volta in uno reliquiario a urna del 1729/1744. 
Completa il corredo della santa il fercolo processionale, appartenente al XVIII secolo, il quale presenta un baldacchino sostenuto da sei colonne corinzie con festoni di fiori e foglie e vasi negli intercolumni, ed una cupola poggiante su una ricca trabeazione.

### Latiladi Zenone Lavagna

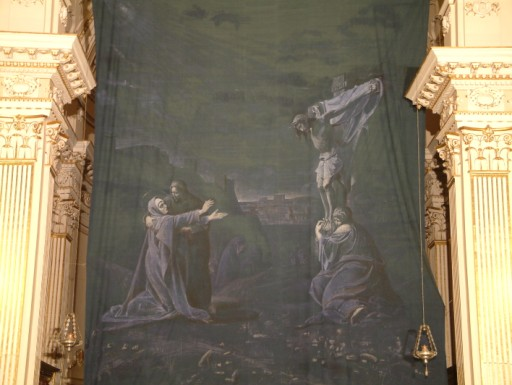
Crocefissione di Cristo (1896, detta "a Tila"), esposta ogni anno nella settimana prima di Pasqua nella Chiesa Madre di Belpasso.

All'interno della chiesa è esposta la tila del Lavagna, quadro rappresentante la Crocifissione.
Zenone Lavagna (1863-1900), originario di Biancavilla, è l'autore del Telone della crocifissione, opera incompiuta appartenente al 1886 che si espone in tempo di quaresima nel presbiterio della Matrice di Belpasso.

## Il campanone
La campana è formata da una lega omogenea di diversi metalli tra i quali bronzo, rame, argento e oro. Il peso stimato è di circa 5.000 - 6.000 kg. per un'altezza di 2,50 metri, con un diametro massimo di 2,04 metri. Su di essa sono riportate le effigi in rilievo dell'Immacolata Concezione, visibile guardando dal lato ad est del campanile, e della martire cristiana Santa Lucia, visibile guardando da ovest. Attualmente sul campanile vi sono altre sei campane, certamente più piccole rispetto al campanone.
La sua campana è la sesta per grandezza in Italia. C'è un proverbio belpassese che pronuncia queste parole riguardante il campanone:Ju pisu centu cantara e na pisa cu non mi cridi mi scinni e mi pisa che tradotto significa: io peso cento quintali e una pesa (Una pesa è 100 kg.) chi non mi crede mi scende giù dal campanile e mi pesa. (totale: 10.100 kg. secondo la tradizione popolare, non realistici utilizzando criteri campanologici per le misurazioni).

## L'organo
L'organo a canne della Chiesa Madre Collegiata è stato fortemente voluto da Padre Giuseppe Vasta (1911-2005) parroco della Chiesa Madre che nel 1969 incaricò una ditta di Padova (Ruffatti) per la costruzione e l'installazione dello stesso. Nel 1970 inaugurò personalmente l'organo a due manuali e pedaliera. Con oltre 2200 canne è considerato uno dei migliori organi a canne della provincia di Catania. A causa di un guasto è rimasto fuori uso per quasi due anni, dopo 45 anni di incessante attività. Verso la fine del 2017 però ritorna in piena funzione grazie ad un restauro, una buona accordatura e l'aspirazione delle polveri accumulate negli anni che ha consentito allo strumento di tornare alla sua magnificenza sonora originale. Per questi indispensabili lavori di manutenzione, necessari dopo l'usura del tempo che ha causato il guasto, sono stati commissionati degli organari professionisti provenienti dalla provincia di Agrigento.